# Cá mập
Cá mập là một nhóm cá thuộc lớp Cá sụn, thân hình thủy động học dễ dàng rẽ nước, có từ 5 đến 7 khe mang dọc mỗi bên hoặc gần đầu (khe đầu tiên sau mắt gọi là lỗ thở), da có nhiều gai nhỏ bao bọc cơ thể chống lại sự ký sinh, các hàng răng trong miệng có thể mọc lại được. Cá mập bao gồm các loài với kích cỡ chỉ bằng bàn tay, như Euprotomicrus bispinatus, một loài cá sống dưới đáy biển dài chỉ 22 xentimét, đến cá nhám voi khổng lồ (Rhincodon typus), loài cá lớn nhất với chiều dài 12 mét (39 ft) tương đương với một con cá voi nhưng chỉ ăn sinh vật phù du, mực ống và một số loài cá nhỏ khác. Cá mập bò (Carcharhinus leucas) còn được biết đến nhiều nhất nhờ khả năng bơi được trong cả nước ngọt và nước mặn, thậm chí là ở các vùng châu thổ. Cá mập được cho là xuất hiện cách đây hơn 420 triệu năm, trước cả thời kỳ xuất hiện khủng long.

## Đặc điểm
Theo Animals Planet Channel, cá mập chỉ có sụn chứ không có xương, cá mập chỉ có thể bơi thẳng tới chứ không thể bơi thụt lùi được. Nhìn xa, bạn có thể cho rằng cá mập không có vảy, nhưng thực chất bộ da của chúng được phủ rất nhiều vảy nhỏ, khi sờ vào bạn có thể thấy nhám như giấy ráp. Một con cá mập có thể phát hiện ra một giọt máu trong một bể bơi có dung tích chuẩn Olympic. Cá mập có thể sống trung bình khoảng 25 năm. Tuy nhiên có một số loại, ví dụ như cá mập voi, có thể sống tới 100 năm.
Trên thế giới có khoảng 440 loài cá mập, nhưng chỉ 30 loài là nguy hiểm với con người. Theo thống kê, một năm cá mập tấn công khoảng dưới 100 người, trong khi đó số người chết vì ong đốt hoặc bị dừa rơi trúng đầu lớn hơn nhiều.
Cá mập thường có 5-7 nắp mang. Nhiều người cho rằng chúng phải luôn di chuyển để nước lùa vào các mang, đảm bảo sự hô hấp của chúng, nếu không sẽ chết do thiếu oxy. Nhưng trên thực tế người ta có thể giữ một con cá mập ở yên một chỗ rất lâu mà con cá mập đó không hề bị thương tổn gì, miễn là nó không bị hoảng loạn. Điều này có thể thấy rõ ở các họ hàng của nó lại thường là các loài ít di chuyển, ví dụ như cá đuối.
Trong suốt cuộc đời mình, cá mập có thể thay răng nhiều lần: chúng có nhiều lớp răng xếp bên trong bộ hàm khỏe, và ngay khi một chiếc răng bị rụng đi khi cắn phải vật cứng thì sẽ có chiếc khác thay thế.

## Phân loại
Xem thêm bài phân loại cá mập, cá mập trắng lớn.
Hơn 440 loài cá mập dựa theo hình thái sinh học được liệt kê dưới đây theo mối quan hệ tiến hóa của chúng từ thời cổ xưa đến hiện đại. 8 nhóm bao gồm:
- Hexanchiformes: Là các loài cá mập cổ xưa nhất bao gồm cả cá mập bò và cá mập thằn lằn.
- Squaliformes: Nhóm này bao gồm cá mập Bramble, cá nhám gai, cá mập gai và Squalidae.
- Pristiophoriformes: Đây là bộ Cá nhám cưa, với các loài mõm dài hình răng cưa sử dụng để cắt nhỏ con mồi.
- Squatiniformes: Còn được gọi là cá mập thiên thần.
- Heterodontiformes: Chúng thường được gọi là cá mập đầu bò hoặc cá mập sừng.
- Orectolobiformes: Chúng thường được gọi là cá mập thảm, bao gồm cả cá mập vằn, cá mập y tá và cá mập voi.
- Carcharhiniformes: bao gồm 270 loài bao gồm cá mập chồn, cá mập thợ săn, cá mập cầu hồn, cá mập mèo, cá mập đầu búa... Chúng được phân biệt bởi mõm dài và một màng bảo vệ mắt.
- Lamniformes: Chúng thường được gọi là Bộ cá nhám thu. Chúng bao gồm cá mập yêu tinh, cá nhám phơi nắng, cá mập miệng lớn, cá nhám, cá mập đuôi ngắn, cá mập đuôi dài, cá mập trắng lớn. Chúng được phân biệt bởi bộ hàm lớn và hợp tử phát triển trong ống dẫn trứng của con cái trong quá trình sinh sản. Nhóm này bao gồm các loài đã tuyệt chủng như megalodon, Carcharodon...

## Sinh sản
Cá mập đẻ trứng nhưng hầu hết các loài trứng được nuôi dưỡng trong cơ thể mẹ cho tới khi nở. Ở một số loài còn lại trứng thường được kết lại thành một chùm và được gắn chặt vào một chỗ vững chãi và kín đáo.
Một số loài cá mập rất chung thủy với bạn tình, suốt đời chỉ có một bạn tình. Nếu một con trong cặp đó chết thì con kia sẽ không kết đôi với bất kỳ một con cá mập nào khác hoặc sẽ sinh sản vô tính để tiếp tục nhiệm vụ duy trì nòi giống.
Sự sinh sản vô tính ở cá mập làm giảm sự đa dạng gien, điều giúp chúng chống lại các mối đe dọa từ các loài khác. Điều này có thể đã góp phần vào sự suy giảm số lượng, dẫn đến sự tuyệt chủng của cá mập.

## Giác quan
Khứu giác hoàn hảo và thị giác khá tốt cộng thêm khả năng cảm nhận điện trường của động vật đã ấn định cho cá mập ngôi vị vua biển cả. Với giác quan này, một con cá mập có thể xác định mùi máu, hay nước tiểu của con mồi ở xa hàng km. Bởi vậy điều này mà nhiều người nghĩ nếu bị chảy máu thì không nên tắm biển hay lướt sóng vì sợ bị tấn công. Nhưng chính do khứu giác rất tốt của cá mập mà nó dễ dàng phân biệt máu người và máu con mồi ngoài tự nhiên, nên nó không thể bị nhầm lẫn và sẽ không tấn công vì cá mập không coi con người là con mồi. Hầu hết các vụ tấn công đều do cá mập nhìn nhầm người lướt ván hay bơi trên biển là hải cẩu hay bò biển.

### Thị giác
Mắt cá mập cũng tương tự như mắt những loài động vật xương sống khác, bao gồm giác mạc, võng mạc và thấu kính. Mắt chúng thích nghi với môi trường biển nhờ được phủ một lớp màn mỏng. Lớp màn này ở đằng sau võng mạc và phản chiếu ánh sáng tới võng mạc làm tăng sự rõ ràng trong bóng tối. Hiệu lực của tấm màn này rất đa dạng, với một số loại cá mập giúp chúng thích nghi với bóng đêm dễ dàng hơn. Cá mập có mí mắt nhưng không chớp vì nước xung quanh đã làm sạch mắt chúng. Bảo vệ mắt là những màng mắt. Màng này bao trùm mắt khi chúng ăn mồi hay bị tấn công. Một số loài cá mập, kể cả cá mập trắng, không có màng này nhưng chúng cuộn mắt mình lại khi tấn công mồi.

### Khứu giác
Cá mập có khứu giác rất nhạy, chúng có thể nhận ra 1 giọt máu trong 1 triệu giọt nước biển. Một số loài, như nurse shark, có những râu xung quanh mép tăng độ nhạy để bắt mồi. Cá mập thường dựa vào khứu giác để tìm mồi, nhưng trong phạm vi ngắn, chúng còn dùng cả đường bên để nhận biết chuyển động và những lỗ cảm giác trên đầu chúng để phát hiện ra sóng điện trong nước.

### Thính giác
Cá mập cũng có thính giác nhạy bén, chúng có thể nghe tiếng của con mồi cách xa vài dặm. Tai cá mập là tai trong. Trong nhóm cá xương và nhóm động vật 4 chân, tai trong đã bị tiêu biến.

### Đường bên
Hệ thống này có ở nhiều loài cá, kể cả cá mập. Nó dùng để nhận biết chuyển động trong nước. Cá mập sử dụng đường bên để nhận diện sự chuyển động của sinh vật khác, đặc biệt là làm bị thương chúng. Cá mập có thể cảm thấy những tần số trong phạm vi từ 25 đến 50 Hz.

## Đánh bắt
Hằng năm, các bản báo cáo ước đoán có hàng trăm triệu con cá mập bị giết lấy vi và trong câu cá giải trí. Trước đây, cá mập chỉ bị giết trong môn thể thao câu cá mập, thuộc những loại dai sức nhất (như cá mập mako vây ngắn). Những loại cá mập khác bị giết để làm thực phẩm (chẳng hạn như cá mập nhám đuôi dài Đại Tây Dương, mako vây ngắn,...), một số loài dùng để làm các sản phẩm khác.
Thịt cá mập rất được ưa chuộng ở nhiều nơi trên thế giới, bao gồm Nhật Bản và Úc. Tại bang Victoria của Úc cá mập là loại cá được dùng nhiều nhất trong bữa ăn kèm với khoai tây rán, được làm từ những miếng thịt phi-lê được chiên kỹ hay xay nhuyễn và nướng đều trên than hồng.
Cá mập còn bị giết để làm súp vi cá. Để lấy được vi cá mập, người ta phải bắt sống rồi cắt vây bằng một thanh sắt nóng rồi cuối cùng thả chúng xuống nước. Cá mập còn bị giết lấy thịt. Thịt của cá nhám, cá mập mèo, cá đuối... là nhu cầu không thể thiếu cho người tiêu dùng ở thị trường châu Âu và Châu Mĩ. Đã có các trường hợp hàng trăm con cá mập mất vây bị vớt lên mà không có cách nào để tự quay về biển. Những người ủng hộ công cuộc bảo vệ thiên nhiên môi trường đang đấu tranh quyết liệt để tạo dự luật cấm sử dụng vi cá ở Mỹ.
Một số người cho rằng sụn cá mập có thể chữa được ung thư và bệnh viêm khớp mãn tính. (Bởi vì cá mập miễn dịch với mọi loại bệnh tật kể cả ung thư, từ đó họ nhầm tưởng rằng sụn cá có thể giúp con người chống lại các bệnh nan y.) Cá mập bị con người săn bắt một cách vô ý thức dẫn đến khả năng nhiều loài đã đứng bên bờ tuyệt chủng. Có rất nhiều tổ chức, điển hình là Shark Trust, đã và đang đấu tranh tích cực để hạn chế việc giết hại cá mập.

## Văn hóa

### Âm nhạc
Baby Shark

### Phim ảnh
- Porpoise - Cá mập 
  - Tom And Jerry Shortfilm: Puss 'N' Boats (1967)
  - Tom And Jerry Shortfilm: Filet Meow (1967)
  - Tom And Jerry Shortfilm: Cannery Rodent (1967)
  - Tom And Jerry Shortfilm: Surf-Bored Cat (1967)
- Bruce - Cá mập trắng lớn (Finding Nemo - Đi Tìm Nemo) (2003)
- Anchor - Cá mập đầu búa (Finding Nemo - Đi Tìm Nemo) (2003)
- Chum - Cá mập mako vây ngắn (Finding Nemo - Đi Tìm Nemo) (2003)
- Don Ira Feinberg - Cá mập báo (Shark Tale - Câu Chuyện Cá Mập) (2004)
- Don Lino - Cá mập trắng lớn (Shark Tale - Câu Chuyện Cá Mập) (2004)
- Lenny Lino - Cá mập trắng lớn (Shark Tale - Câu Chuyện Cá Mập) (2004)
- Frankie Lino - Cá mập trắng lớn (Shark Tale - Câu Chuyện Cá Mập) (2004)
- Troy - Cá mập báo:
  - The Reef: Shark Bait - Rạn San Hô: Mồi Săn Cá Mập (2006)
  - The Reef 2: High Tide - Rạn San Hô 2: Thủy Triều Lên (2012)
- Ronny - Cá mập lùn đèn lồng (The Reef 2: High Tide - Rặng San Hô 2: Thủy Triều Lên) (2012)
- Bronson - Cá mập trắng lớn (The Reef 2: High Tide - Rặng San Hô 2: Thủy Triều Lên) (2012)
- Hector - Carcharhinus brachyurus (The Reef 2: High Tide - Rặng San Hô 2: Thủy Triều Lên) (2012)
- Bud - Cá mập đầu búa (The Reef 2: High Tide - Rặng San Hô 2: Thủy Triều Lên) (2012)
- Doom - Cá mập trắng lớn (The Reef 2: High Tide - Rặng San Hô 2: Thủy Triều Lên) (2012)
- Destiny - Cá mập voi (Finding Dory - Đi tìm Dory) (2016)